# АГ-26
АГ-26, «Политработник», А-4 — российская и советская подводная лодка проекта Holland-602L, изготовленная в Канаде и приобретённая для Черноморского флота Российской империи. Была достроена в 1920—1923 годах. Входила в состав Морских сил Чёрного моря, Черноморского флота ВМФ СССР, неоднократно переименовывалась. Приняла активное участие в Великой Отечественной войне на Чёрном море.

## История строительства
Подводная лодка АГ-26 была построена в 1916 году для КВМФ Великобритании по проекту фирмы «Electric Boat» на судоверфи «Barnet Yard» в Ванкувере. 19 сентября (2 октября) 1916 года приобретена АО «Ноблесснер» по заказу Морведа России. В том же году в разобранном виде доставлена морским путём во Владивосток, а оттуда по железной дороге на завод «Наваль» в Николаеве для достройки. 21 августа (3 сентября) 1917 года зачислена в списки кораблей Черноморского флота, но не закладывалась, хранилась в запакованном виде, пока 26 сентября 1920 года не были начаты подготовительные работы к закладке корабля на стапеле. 23 октября 1920 года АГ-26 была заложена на стапеле завода «Руссуд» в присутствии командующего вооружёнными силами РСФСР С. С. Каменева и народного комиссара здравоохранения республики Н. А. Семашко. Лодке присвоено наименование «АГ-26 им. тов. Каменева». 1 октября 1921 года ещё недостроенная лодка была переименована в ПЛ-19. Из-за тяжёлых послевоенных условий лодка получила лишь один перископ, установленный в центральном посту и укороченный с 6 до 5,1 метра. Поиск дизельных двигателей для ПЛ-19 взамен оригинальных, установленных в 1917 году на подводную лодку «Краб», затянул строительство лодки до 1923 года. В итоге лодка вместо двух дизелей по 480 л. с. была оснащена двумя доставленными из Петрограда дизелями по 120 л. с., что существенно уменьшило её скорость надводного хода.
24 февраля 1923 года ПЛ-19 была спущена на воду, 15 мая переименована в «Политработник», 4 июля 1923 года на лодке был поднят военно-морской флаг и она вступила в строй под командованием Б. М. Ворошилина.

## История службы
В 1923 году «Политработник» стал нести бортовой номер 5.
С 1923 по 1930 год «Политработник» активно принимал участие в учениях и манёврах Черноморского флота, неоднократно посещал порты Крыма и побережья Кавказа, нанёс визит в Стамбул. С 1927 года лодка получила бортовой номер 15. В 1930—1931 годах лодка прошла капитальный ремонт.

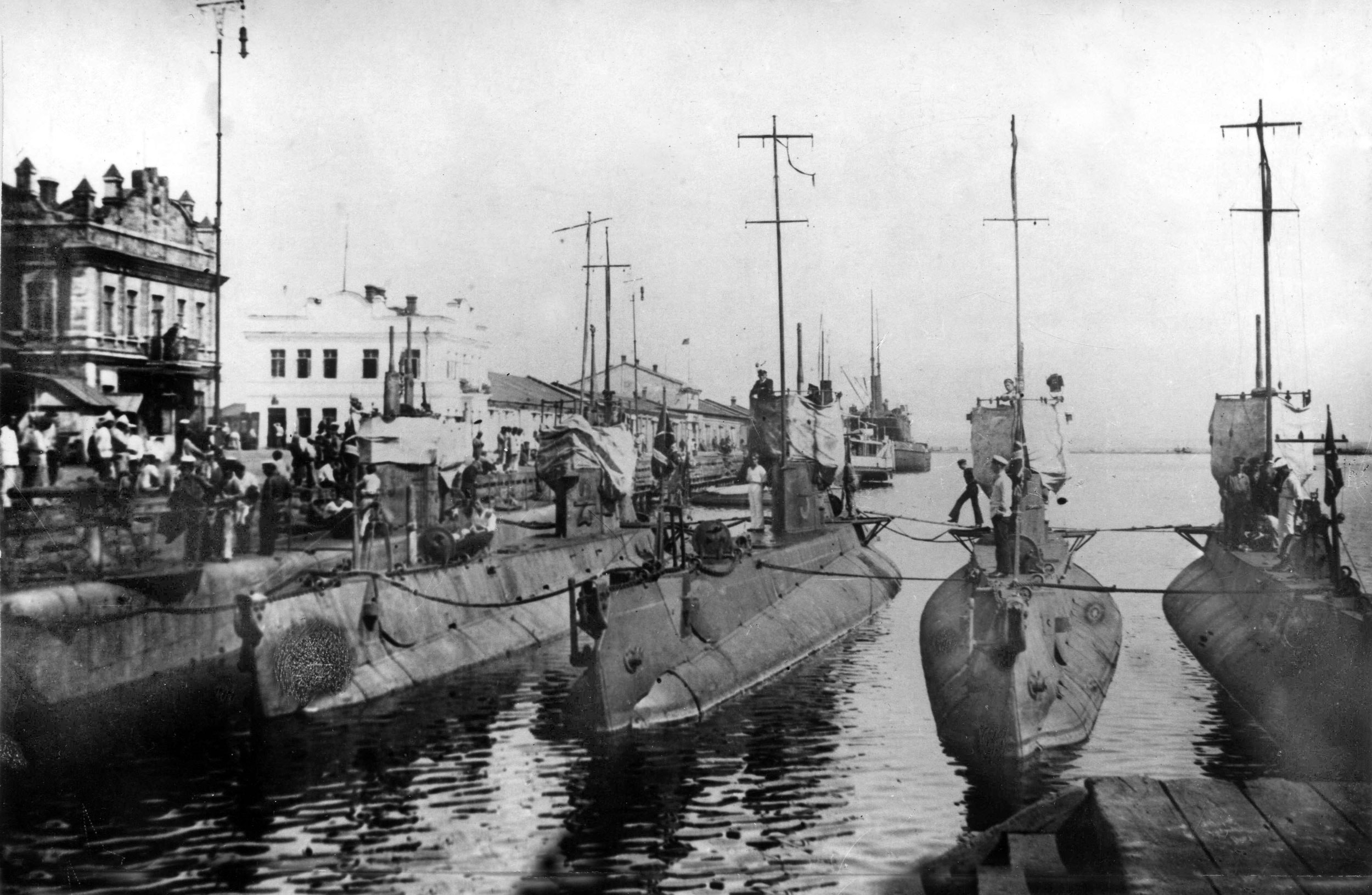
Дивизион подводных лодок в Одессе, 1930—1932 год. «Политработник» — крайний справа

С 3 февраля 1931 года в связи с началом службы подводных лодок типа «Декабрист» «Марксист» вместе с остальными лодками типа «АГ» переформирован в состав 2-го дивизиона подводных лодок. Летом 1932 года «Политработник» получил бортовой номер 24. 15 сентября 1934 года подводная лодка «Политработник» была переименована в А-4, в 1935—1938 годах прошла капитальный ремонт с модернизацией, в ходе которых, в частности, получила 45-мм орудие 21-К вместо «Гочкиса». В том же 1935 году нёсший штатные двигатели АГ-26 подводный минный заградитель «Краб» был поднят и впоследствии разделан на металл.
С 1936 года 2-й дивизион переформирован в 21-й дивизион 2-й бригады подводных лодок с базированием на Каборгу.
С апреля 1939 года 21-й дивизион лодок типа «А» переформирован в 24-й дивизион с базированием на Севастополь. В сентябре 1939 года в связи с началом Второй мировой войны А-4 выходила в море в полной боевой готовности. В июле 1940 года при зарядке в базе аккумуляторной батареи от дизеля на АГ-26 произошла авария линии дизеля правого борта, устранённая за трое суток.

### Служба в годы Второй мировой войны

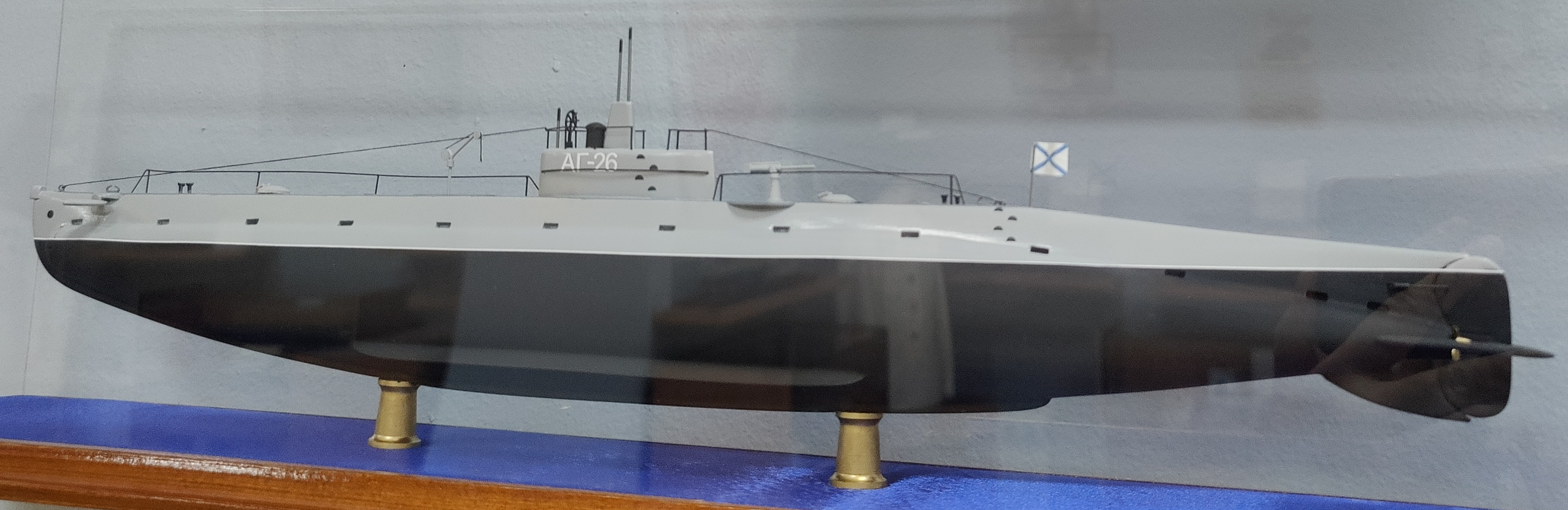
Макет в Музее истории подводных сил имени Маринеско

К началу Великой Отечественной войны А-4, как и остальные лодки данного типа, входила в состав 6-го дивизиона 2-й бригады подводных лодок Черноморского флота, базировавшемся на Поти. А-4 находилась в организационном периоде после недавно законченного очередного ремонта, однако уже 23 июня 1941 года лодка вышла в море и заняла дозорную позицию поблизости от Поти. При возвращении на базу из-на неисправности вала потеряла правый гребной винт, встала на ремонт до конца августа. Всего за 1941—1944 годы А-4 совершила 16 боевых походов, включая три транспортных рейса в осаждённый Севастополь, торпедных атак не производила, успехов не имела.
После окончания боевых действий на Чёрном море А-4 использовалась в учебных целях до 1946 года. 22 февраля 1947 года выведена из состава флота, 6 марта того же года отправлена на утилизацию.

## Командиры
- 1921—1922: И. В. Кельнер
- 1923—1929: Б. М. Ворошилин
- 1929—1931: В. К. Юшко
- 1931—1932: Н. Г. Александров
- 1932—1934: Р. А. Ижбулатов
- 1934—1935: Д. Е. Емельянов
- 1935—1936: Ю. Ю. Бородич
- 1936—1938: Е. С. Хмелинин
- 1939—1940: А. П. Касаткин
- 1940—1941: П. П. Журавлёв
- 1941—1947: А. П. Касаткин (с перерывом)
- 1942—1944: С. А. Трофимчук